# Ted Danson
Ted Danson, geboren als Edward Bridge Danson III (San Diego (Californië), 29 december 1947) is een Amerikaanse acteur, het meest bekend door zijn rollen als Sam Malone in Cheers en dokter John Becker in Becker.

## Biografie
Danson werd geboren als zoon van Jessica MacMaster en Edward Bridge Danson Jr., respectievelijk een archeoloog en een antropoloog. Zijn voorouders kwamen uit Engeland en Ierland. In 1961 werd hij naar de Kent School in Connecticut gestuurd waar hij basketballer werd. Op de Stanford-universiteit raakte hij geïnteresseerd in acteren. Hij stapte daarna over naar een universiteit in Pittsburgh, waar hij zijn diploma behaalde.

### Televisie
Danson begon zijn televisiecarrière in de soapserie Somerset waar hij de rol van Tom Conway speelde van 1975 tot 1976. Eind jaren 70 en begin jaren 80 speelde hij verscheidene gastrollen in series.
Zijn grote doorbraak kwam er in 1982 toen hij hoofdrolspeler werd in Cheers, waar hij ex-baseballspeler en barman Sam Malone portretteerde. De show was een van de meest succesvolle en langlopende sitcoms uit de televisiegeschiedenis. In het tweede seizoen van spin-off Frasier nam hij opnieuw de rol van Sam op voor een gastoptreden. Naast komedie speelde Danson ook drama, onder andere in de bekroonde televisiefilm Something About Amelia over incest.
In 1996 was hij de ster in Ink waarin hij samen met zijn vrouw Mary Steenburgen speelde, maar na één seizoen werd de serie afgevoerd wegens slechte kijkcijfers. Datzelfde jaar speelde hij ook met zijn vrouw in de miniserie Gulliver's Travels.
In 1998 begon hij aan de sitcom Becker die tot 2004 liep.
Hij keerde in 2006 terug naar komedie in de ABC-serie Help Me Help You, die door slechte kijkcijfers echter vroegtijdig werd afgebroken.
In 2007 speelde hij een belangrijke rol als de tegenpartij in de succesvolle advocaten-thrillerserie Damages.
Danson begon al op jonge leeftijd kaal te worden en droeg een pruik bij veel van zijn rollen.
Voor zijn rol in Cheers won hij twee Emmy Awards en twee Golden Globes voor beste acteur, hij won ook een Golden Globe voor zijn rol in Something About Amelia.
In 2009 was Danson te zien in de comedy Bored to Death op Comedy Central. Deze comedy duurde slechts één seizoen. 
Tevens was hij gastacteur in de serie Curb Your Enthusiasm van Larry David.
Na het vertrek van hoofdrolspeler Laurence Fishburne uit de televisieserie CSI: Crime Scene Investigation in 2011 nam Danson deze taak over.
Danson speelt sinds 2016 de rol van demoon en engel Michael in de serie 'The Good Place'. Deze serie beleefde in 2019 zijn vierde en tevens laatste seizoen.

### Film
Danson heeft ook in vele films gespeeld. Een van zijn bekendste films was Three Men and a Baby met Tom Selleck en Steve Guttenberg, en ook de opvolger van die film. Hij verscheen ook in films The Onion Field, Body Heat, Just Between Friends, A Fine Mess, Made in America, Getting Even with Dad, Saving Private Ryan en Cousins.

### Persoonlijk leven
In 1970 trouwde hij met Randall Gosch (Randy) en hij scheidde van haar in 1975. Twee jaar later trouwde hij met Casey Coates. In 1979 kreeg Coates een beroerte tijdens de bevalling van hun eerste kind, de volgende jaren zorgde Danson voor haar en hielp haar te herstellen. Ze adopteerden nog een dochter. Toen Danson nog steeds wettelijk getrouwd was met Coates kreeg hij een affaire met Whoopi Goldberg. Beiden kregen hierdoor echter negatieve publiciteit, wat leidde tot het einde van de relatie. Danson en Coates scheidden in 1993.
Dansons derde (en huidige) vrouw is actrice Mary Steenburgen, met wie hij op 7 oktober 1995 trouwde.

## Filmografie
Film
- The Onion Field - Det. Ian James Campbell (1979)
- The Women's Room - Norman (1980)
- Once Upon a Spy - Jack Chenault (1980)
- Dear Teacher - Steve Goodwin (1981)
- Body Heat - Peter Lowenstein (1981)
- Our Family Business - Gep (1981)
- Creepshow - Harry Wentworth (1982)
- Superbowl XVII Pre-Game Show - Sam Malone (1983)
- Cowboy - Dale Weeks (1983)
- Allison Sydney Harrison - David Harrison (1983)
- Something About Amelia - Steven Bennett (1984)
- Little Treasure - Eugene Wilson (1985)
- Just Between Friends - Chip Davis (1986)
- A Fine Mess - Spence Holden (1986)
- When the Bough Breaks - Alex (1986)
- We Are the Children (1987)
- Three Men and a Baby - Jack Holden (1987)
- Mickey's 60th Birthday - Sam Malone (1988)
- Cousins - Larry (1989)
- Dad - John Tremont (1989)
- Three Men and a Little Lady - Jack (1990)
- Made in America - Halbert 'Hal' Jackson (1993)
- Getting Even with Dad - Ray (1994)
- Pontiac Moon - Washington Bellamy (1994)
- Gulliver's Travels - Lemeul Gulliver (1996)
- Lochness - Dempsey (1996)
- Jerry and Tom - The Guy who loved Vicky (1998)
- Homegrown - Gianni Saletzzo (1998)
- Thanks of a Grateful Nation - Jim Tuite (1998)
- Saving Private Ryan - Captain Hamill (1998)
- Mumford - Jeremy Brockett (1999)
- Living with the Dead - James van Praagh (2002)
- Mrs. Pilgrim Goes to Hollywood - Ted (2002)
- It Must Be Love - George Gazelle (2004)
- Fronterz (2004)
- The Moguls - Moose (2005)
- Our Father - Mitchell Garabedian (2005)
- Knights of the South Bronx - Richard (2005)
- Bye Bye Benjamin - Bill (2006)
- Guy Walks Into a Bar (2006)
- Nobel Son - Harvey Parrish (2007)
- Mad Money - Don Cardigan (2008)
- The Human Contract - E.J. Winters (2008)
- The Open Road - Coach (2009)
- The Magic 7 - Sean's Dad (2009)
- Fight for your Right Revisited - Maitre D' (2011)
- Jock - Pezulu (2011)
- Big Miracle - J.W. McGraw (2012)
- Ted - Ted Danson (2012)
- The One I Love - The Therapist (2014)
- Couples Therapy (2014)

Televisieseries
- Somerset - Tom Conway (1970)
- The Doctors - Mitch Pierson (1977)
- The Amazing Spider-Man - Major Collins (1979)
- Mrs. Columbo - Richard Dellinger (afl. Ladies of the Afternoon, 1979)
- Trapper John, M.D. - Injured Man on Stretcher (afl. Love is a Three-Way Street, 1979)
- The French Atlantic Affair - Assistent to Dr. Clemens (1979)
- B.J. and the Bear - Tom Spencer (afl. Silent Night, Unholy Night, 1979)
- Laverne & Shirley - Randy Carpenter (afl. Why Did The Fireman..., 1980)
- Family - David Bartels (afl. Daylight Serenade, 1980)
- Benson - Dan (afl. Marcy's Wedding & Fireside Chat, 1981)
- Magnum, P.I. - Stewart Crane (afl. Don't Say Goodbye, 1981)
- Taxi - Vincenzo Senaca (afl. The Unkindest Cut, 1982)
- Tucker's Witch - Danny Kirkwood (afl. The Good Witch of Laurel Canyon, 1982)
- Cheers - Sam Malone (1982 - 1993)
- The Simpsons - Sam Malone (afl. Fear of Flying, 1994)
- Frasier - Same Malone (afl. The Show Where Sam Shows Up, 1995)
- Pearl - Sal (afl. The Write Stuff: Part 2, 1997)
- Ink - Mike Logan (1996-1997)
- Veronica's Closet - Nick Vanover (afl. Veronica's $600,000 Pop, 1998)
- Grosse Pointe - Jack the Dog (afl. Sleeping with the Enemy, 2000)
- Gary the Rat - Terry McMillian (afl. Mergers and Acquisions, 2003)
- Becker - Dr. John Becker (1998-2004)
- Heist - Tom (afl. Ladies and Gentlemen... Sweaty Dynamite... & Hot Diggity, 2006)
- Help Me Help You - Dr. Bill Hoffman (2006-2007)
- King of the Hill - Tom Hammond (afl. The Accidental Terrorist, 2008)
- Curb Your Enthusiasm - Ted Danson (2000-2024)
- Damages - Arthur Frobisher (2007-2010)
- Tim and Eric Awesome Show, Great Job! - Little Danson Man (afl. Greene Machine, 2010)
- Bored to Death - George Christopher (2009-2011)
- CSI: NY - D.B. Russell (afl. Seth and Apep, 2013)
- CSI: Crime Scene Investigation - D.B. Russell (2011-2015)
- CSI: Cyber - D.B. Russell (2015-2016)
- Fargo - Hank Larsson (2015)
- The Good Place - Michael (2016-2020)
- A Man on the inside - Charles (2024)

## Producent
- The Evening Journey
- Bye Bye Benjamin
- Ink
- Pontiac Moon
- Yesterday Today
- Down Home
- When the Bough Breaks

## Prijzen en nominaties
Golden Globes USA:
- 1984: Genomineerd voor Best Performance by an Actor in a TV-series - Comedy/Musical voor zijn rol in Cheers
- 1985: Genomineerd voor Best Performance by an Actor in a TV-series - Comedy/Musical voor zijn rol in Cheers
- 1985: Award gewonnen voor Best Performance by an Actor in a Mini-Series or Motion Picture Made for TV voor zijn rol in Something About Amelia
- 1987: Genomineerd voor Best Performance by an Actor in a TV-series - Comedy/Musical voor zijn rol in Cheers
- 1989: Genomineerd voor Best Performance by an Actor in a TV-series - Comedy/Musical voor zijn rol in Cheers
- 1990: Award gewonnen voor Best Performance by an Actor in a TV-series - Comedy/Musical voor zijn rol in Cheers
- 1991: Award gewonnen voor Best Performance by an Actor in a TV-series - Comedy/Musical voor zijn rol in Cheers
- 1992: Genomineerd voor Best Performance by an Actor in a TV-series - Comedy/Musical voor zijn rol in Cheers
- 1993: Genomineerd voor Best Performance by an Actor in a TV-series - Comedy/Musical voor zijn rol in Cheers
- 2001: Genomineerd voor Best Performance by an Actor in a TV-series - Comedy/Musical voor zijn rol in Becker
- 2008: Genomineerd voor Best Performance by an Actor in a Supporting Role in a Series, Mini-Series or Motion Picture Made for TV voor zijn rol in Damages

Primetime Emmy Awards:
- 1983: Genomineerd voor Outstanding Lead Actor in a Comedy Series voor zijn rol in Cheers
- 1984: Genomineerd voor Outstanding Lead Actor in a Limited Series or a Special voor zijn rol in Something About Amelia
- 1985: Genomineerd voor Outstanding Lead Actor in a Comedy Series voor zijn rol in Cheers
- 1986: Genomineerd voor Outstanding Lead Actor in a Comedy Series voor zijn rol in Cheers
- 1987: Genomineerd voor Outstanding Lead Actor in a Comedy Series voor zijn rol in Cheers
- 1988: Genomineerd voor Outstanding Lead Actor in a Comedy Series voor zijn rol in Cheers
- 1989: Genomineerd voor Outstanding Lead Actor in a Comedy Series voor zijn rol in Cheers
- 1990: Award gewonnen voor Outstanding Lead Actor in a Comedy Series voor zijn rol in Cheers
- 1991: Genomineerd voor Outstanding Lead Actor in a Comedy Series voor zijn rol in Cheers
- 1992: Genomineerd voor Outstanding Lead Actor in a Comedy Series voor zijn rol in Cheers
- 1993: Award gewonnen voor Outstanding Lead Actor in a Comedy Series voor zijn rol in Cheers
- 2008: Genomineerd voor Outstanding Supporting Actor in a Drama Series voor zijn rol in Damages
- 2009: Genomineerd voor Outstanding Supporting Actor in a Drama Series voor zijn rol in Damages
- 2010: Genomineerd voor Outstanding Supporting Actor in a Drama Series voor zijn rol in Damages

American Comedy Awards:
- 1989: Genomineerd voor Funniest Male Performer in a TV Series (Leading Role) Network, Cable or Syndication voor zijn rol in Cheers
- 1990: Genomineerd voor Funniest Male Performer in a TV Series (Leading Role) Network, Cable or Syndication voor zijn rol in Cheers
- 1990: Genomineerd voor Funniest Supporting Actor in a Motion Picture voor zijn rol in Dad
- 1991: Award gewonnen voor Funniest Male Performer in a TV Series (Leading Role) Network, Cable or Syndication voor zijn rol in Cheers

American Television Awards:
- 1993: Genomineerd voor Best Actor in a Situation Comedy voor zijn rol in Cheers

People's Choice Awards:
- 1985: Genomineerd voor Favorite Male TV Performer
- 1988: Genomineerd voor Favorite Male TV Performer
- 1989: Genomineerd voor Favorite Male TV Performer
- 1990: Genomineerd voor Favorite Male TV Performer
- 1991: Genomineerd voor Favorite Male TV Performer
- 1992: Genomineerd voor Favorite Male TV Performer
- 1993: Genomineerd voor Favorite Male TV Performer

Satellite Awards:
- 1997: Genomineerd voor Best Performance by an Actor in a Mini-Serie or Motion Picture Made for Television voor zijn rol in Gulliver's Travels
- 2000: Genomineerd voor Best Performance by an Actor in a Series, Comedy or Musical voor zijn rol in Becker
- 2003: Genomineerd voor Best Performance by an Actor in a Mini-Serie or a Motion Picture Made for Television voor zijn rol in Living with the Dead
- 2005: Genomineerd voor Outstanding Actor in a Mini-Series or a Motion Picture Made for Television voor zijn rol in Our Fathers
- 2006: Genomineerd voor Best Actor in A Series, Comedy or Musical voor zijn rol in Help Me Help You

Screen Actors Guild Awards:
- 2006: Genomineerd voor Outstanding Performance by a Male Actor in a Television Movie or Miniseries voor zijn rol in Knights of the South Bronx

TV Guide Awards:
- 1999: Genomineerd voor Favorite Star of a New Series voor zijn rol in Becker

TV Land Awards:
- 2006: Genomineerd voor Most Memorable Kiss voor de kus met Shelley Long in de serie Cheers
- 2007: Award gewonnen voor Break Up That Was So Bad It Was Good voor de break-up met Shelley Long in de serie Cheers

Viewers for Quality Television Awards:
- 1990: Genomineerd voor Best Actor in a Quality Comedy Series voor zijn rol in Cheers
- 1991: Genomineerd voor Best Actor in a Quality Comedy Series voor zijn rol in Cheers

Diversen:
- 1999: Een ster gekregen op de Hollywood Walk of Fame